# Georg Quistgaard
Georg Brockhoff Quistgaard (19. februar 1915 i København – 20. eller 21. maj 1944 i Ryvangen) var en dansk kunsthandler, oversætter og forfatter, der var modstandsmand under besættelsen. Han blev henrettet i Ryvangen.

## Biografi
Han blev født 19. februar 1915 i Peder Skramsgade 10-3 og døbt 3. maj 1915 i Holmens Kirke. Hans forældre var cand.polit. sekretær ved Børsen Georg Brockhoff Quistgaard, der døde som 40 årig på Rigshospitalet 18. december 1914 og hustru Marie Bolette f. Breyen.
I 1924 var Quistgaard med moderen og storesøsteren Bodil flyttet ind på Sankt Mortensvej 6 i Roskilde hos hans mormor, Eleonora Isidora Wilhemine f. Nielsen enke efter brygger i Roskilde Marius Henrik Gustav Emil Breyen.
Palmesøndag 1929 blev han konfirmeret i Roskilde Domkirke.
Året efter boede han samme sted med sin mor, Bodil og en husassistent. Moderen var kasserer ved kommunen.
Han droppede ud af gymnasiet og rejste i Europa til fods og på cykel. På en af disse rejser mødte han i Paris den to år yngre Ellen Nielsen, som også var københavner.

Den 24. september 1938 blev han og Ellen viet borgerligt på Københavns Rådhus. De boede Dønnerupvej 1 i Vanløse, han som kunsthandler og hun som sekretær.
De drev en kunsthandel i København, men den gik ind i 1940.
I 1944 havde han og Ellen telefon som oversættere på adressen Aabenraa 10, København.

### Modstandsbevægelsen
Quistgaard-parret var tilknyttet Hjemmefronten og Special Operations Executive, hvis agenter han var kurér for. Han var faldskærmsagent og aktiv i modtagegrupper i Jylland og aktiv med at finde nye modtagepladser, ligesom han var med til at oprette Hvidstengruppen og aktiv ved de første modtagelser i området. 11.-12. marts 1943 deltog han i modtagelsen på Trinderup Hede.
Flere gange meldte Quistgaard til SOE, at de nedkastede agenter ikke var godt nok uddannet, og at de burde returneres, men SOE reagerede ikke på kritikken. Netop en af de kritiserede agenter blev skæbnesvanger, for han blev taget af Gestapo og røbede Quistgaard under afhøringen. Han blev arresteret 13. januar 1944 i sit hjem efter en skudveksling og indsat i Vestre Fængsel. Hans hustru var ikke hjemme og  flygtede til Sverige, hvad Quistgaard fik at vide.
I 1944 skrev januarudgaven af De frie Danske om en langvarig ildkamp ved 15-tiden i netop den københavnske gade Aabenraa mellem Gestapo og danske patrioter. Så vidt avisen erfarede, blev fem mænd anholdt, efter de ikke havde mere ammunition.
28. januar blev Quistgaards mor arresteret.
Quistgaard blev afhørt af Gestapo på Dagmarhus. Hans breve og dagbog, der blev smuglet ud af Vestre Fængsel bl.a. via Aage Helge Olstrup, indikerer, at han ikke blev udsat for tortur, og at der bestod en slags respekt mellem ham og forhørslederen. Det forhold sluttede dog, da forhørslederen udtalte, at "Det er helt op til dig, hvor længe denne kvinde skal blive her". Kvinden var Quistgaards mor. Quistgaard blev imidlertid udsat for søvnberøvelse i op til 28 timers-forhør, og han blev truet med tæsk med en gummiknippel.

### Sidste dage
Quistgaard kom den 2. marts 1944 og otte andre til et tugthus i Schwerin, inden han 25. april 1944 blev hentet tilbage til Danmark og genindsat i Vestre Fængsel. Han blev stillet for en tysk krigsret 12. maj sammen med 11 andre modstandsfolk. Værnemagten fremstillede to SOE-agenter, Jacob Jensen og "Bent", som afslørede så meget, at otte af de 12, deriblandt Quistgaard, indrømmede alt. Han, to andre mænd og Monica Wichfeld blev dødsdømt, men eksekveringen var gjort betinget af nye sabotagehandlinger. De fire dødsdomme blev den 14. maj kundgjort i danske aviser.
20. maj om aftenen skrev Quistgaard sit sidste brev, som var til hans mor. Det blev smuglet ud af Jørgen Kieler dagen efter.
20. eller 21. maj blev Georg Quistgaard henrettet i Ryvangen sammen med de to andre mænd. Monica Wichfeld fik sin dødsstraf konverteret til livsvarigt fængsel og døde i tysk fængsel. Henrettelserne blev offentliggjort i de danske aviser 23. maj.

## Efter hans død
Den 14. juni 1945 blev der holdt ligsyn over Quistgaard på Retsmedicinsk Institut, hvor det blev fastslået at han var henrettet med skudsår i brystet, og tolv dage senere blev der holdt jordpåkastelse i Grundtvigskirken.
Den 29. august blev Quistgaard sammen med 105 andre ofre for besættelsen begravet i Mindelunden i Ryvangen af biskop Hans Fuglsang-Damgaard i en stort anlagt begravelse med deltagelse af kongehuset, regeringen og repræsentanter fra modstandsbevægelsen.
I 1946 udkom Quistgaards Fængselsdagbog og Breve med et forord af Elias Bredsdorff.
Georg Quistgaard bliver sammen med tre andre faldne modstandsfolk mindet med en sten på Gyldenløves Høj.